# Emilio Méndez Pérez
Emili Méndez Pérez (Lleida, Catalunya 1949) és un físic català.

## Biografia
Nascut a la ciutat de Lleida el 1949 es llicencià en Físiques i aconseguí el doctorat en aquesta mateixa matèria per l'Institut Tecnològic de Massachusetts. Catedràtic de física de la Matèria condensada a la Universitat de l'estat de Nova York ha desenvolupat una gran tasca divulgativa sobre els dispositus microelectrònics. Com a investigador ha treballat al laboratori Thomas J. Watson de l'empresa IBM, on ha col·laborat amb el Premi Nobel de Física Leo Esaki.
Les seves investigacions s'han centrat en la fabricació dels cossos sòlids que utilitzen processos d'alta tecnologia, l'estudi de les propietats electròniques i electro-òptiques de materials semiconductors, el qual l'ha dut a demostrar experimentalment l'Efecte Stark.
El 1998 fou guardonat, juntament amb el físic Pedro Miguel Etxenike Landiríbar, amb el Premi Príncep d'Astúries d'Investigació Científica i Tècnica.